# František Kadlček
František Kadlček (* 26. července 1958) je bývalý český fotbalista. Po skončení aktivní kariéry působí jako trenér v nižších soutěžích.

## Fotbalová kariéra
V československé lize hrál za Baník Ostrava. Nastoupil v 5 ligových utkáních, gól v lize nedal. S Baníkem získal 2 ligové tituly. V Poháru UEFA nastoupil za Baník v roce 1980 v jednom utkání proti Dynamu Berlín. V nižších soutěžích hrál za ŽD Bohumín a VP Frýdek-Místek.

## Ligová bilance
| Ročník                                   | Zápasy | Góly | Klub             |
| ---------------------------------------- | ------ | ---- | ---------------- |
| Česká národní fotbalová liga 1978/79     | -      | -    | ŽD Bohumín       |
| 1. československá fotbalová liga 1979/80 | 4      | 0    | Baník Ostrava    |
| 1. československá fotbalová liga 1980/81 | 1      | 0    | Baník Ostrava    |
| Česká národní fotbalová liga 1981/82     | 7      | 1    | ŽD Bohumín       |
| Česká národní fotbalová liga 1981/82     | 12     | 0    | VP Frýdek-Místek |
| Česká národní fotbalová liga 1982/83     | 29     | 8    | VP Frýdek-Místek |
| Česká národní fotbalová liga 1983/84     | 16     | 5    | VP Frýdek-Místek |
| CELKEM 1. liga                           | 5      | 0    |                  |